# 米羅柳比夫卡 (洛佐瓦區)
48°58′1″N 36°9′26″E / 48.96694°N 36.15722°E
米羅柳比夫卡（烏克蘭語：Миролюбівка）是位於烏克蘭東部的鄉村居民點，由哈爾科夫州洛佐瓦區的洛佐瓦市鎮負責管轄。該鄉距離扎哈里夫西克和亞布盧奇涅2公里，始建於1930年，面積0.61平方公里，海拔高度136米，2001年人口760。